# Bolet de soca de vern
El bolet de soca de vern (Xanthoporia radiata) és una espècie de fong de l'ordre dels poliporals (Polyporales). És un bolet de soca que produeix un podriment blanc de la fusta.

## Característiques
El bolet té forma d'unglot de cavall que creix de manera paràsita sobre verns i altres arbres de fulla caduca. És un fong que acostuma a formar anualment bolets que sovint són nombrosos i disposats de manera imbricada.
Inicialment ataronjats, els bolets esdevenen ben aviat bru vermellosos. El marge del barret sovint traspua gotes. Els porus de l'esponja són angulosos i la carn bru canyella.

## Espècies semblants
Es pot confondre amb el bolet de soca plorós (Pseudoinonotus dryadeus), que també traspua gotes brunenques. Aquest creix preferentment sobre roures i en especial sobre la rel o al peu del tronc de l'arbre.

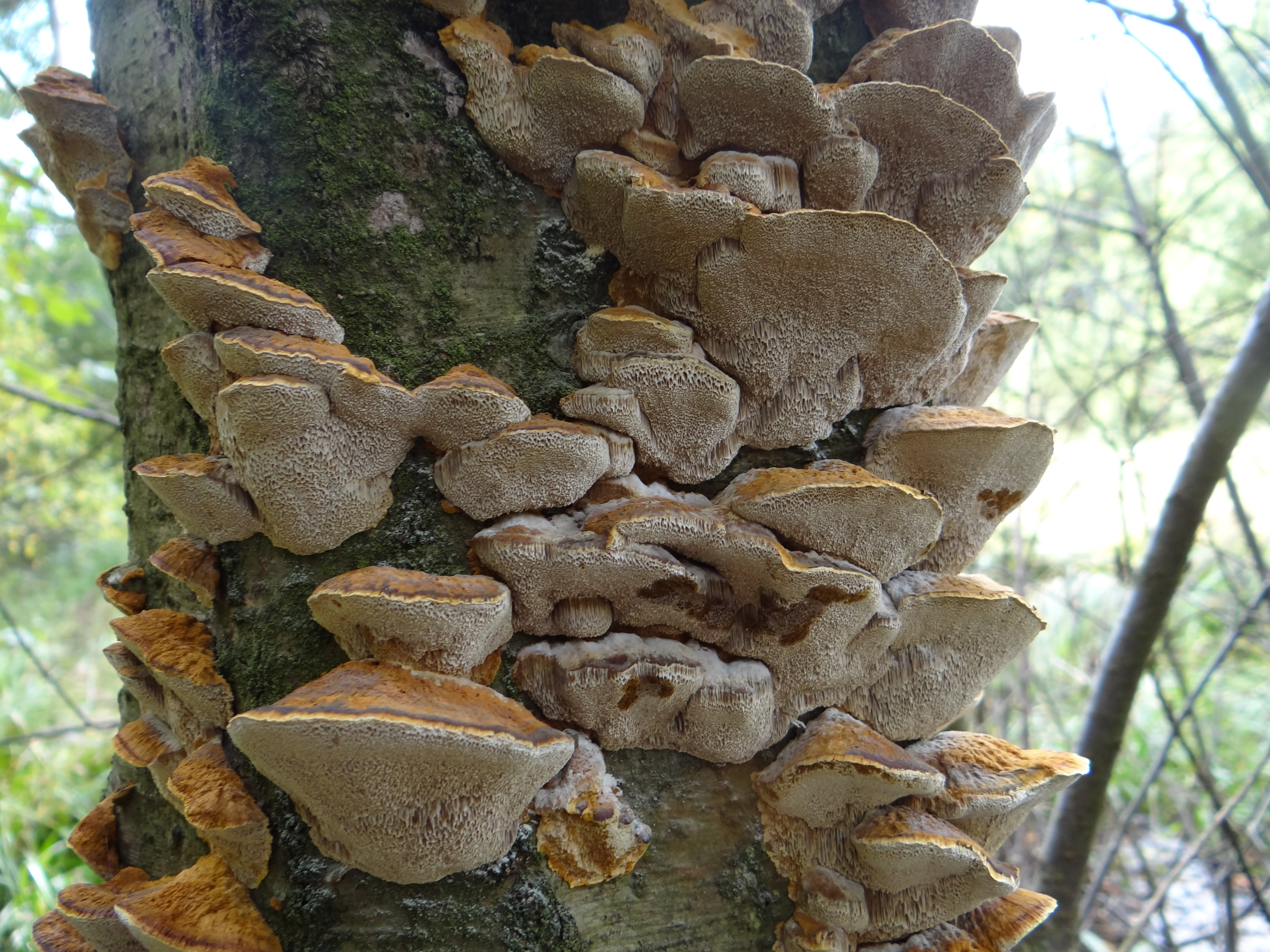
Bolet de soca de vern (Xanthoporia radiata)

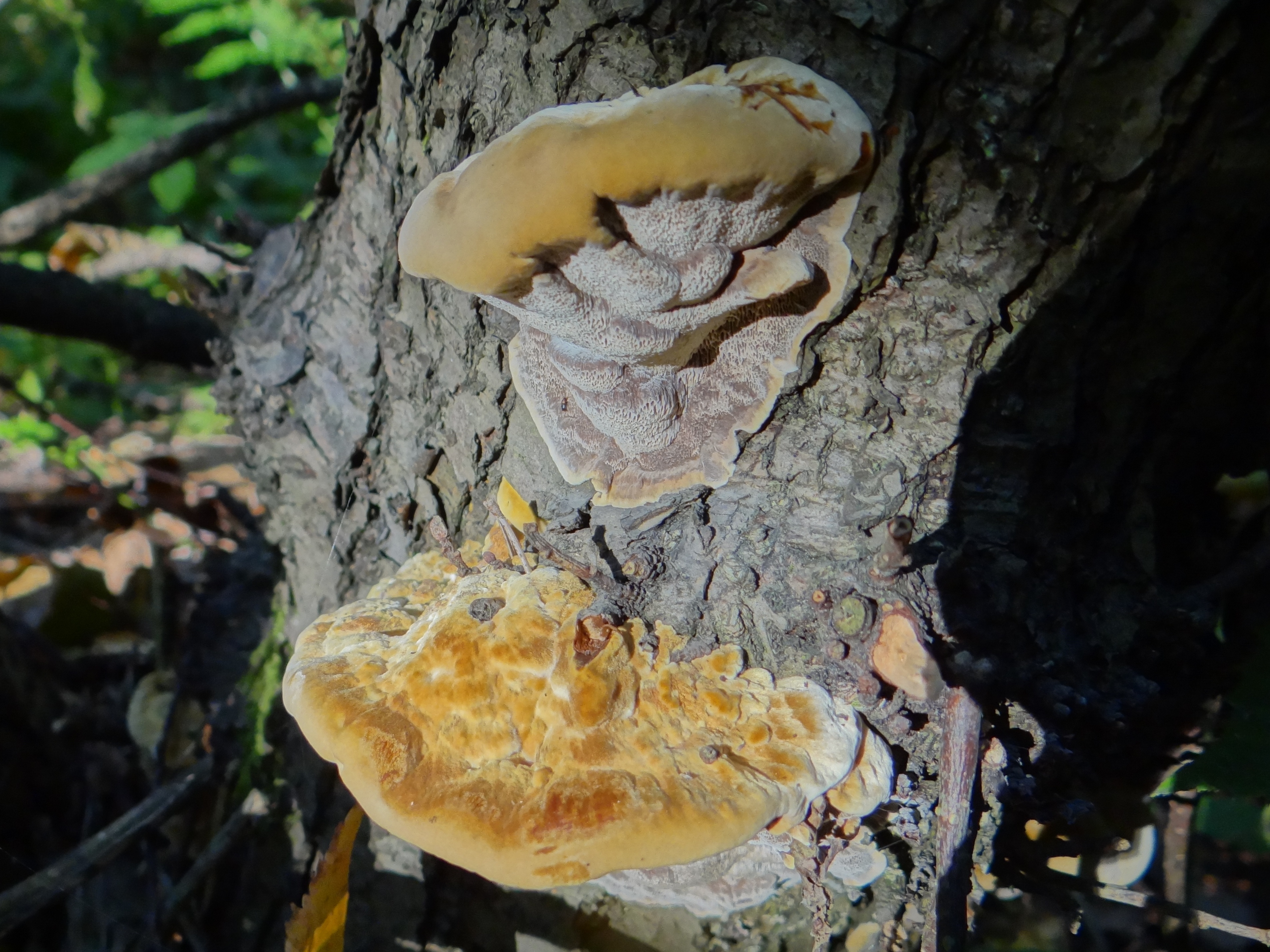
Bolet de soca de vern (Xanthoporia radiata)